# Другий удар
У ядерній стратегії спроможність удару у відповідь або другого удару — це гарантована здатність країни відповісти на ядерну атаку потужною ядерною відплатою проти нападника. Ця здатність (і можливість переконати опонента в її життєздатності) вважається життєво важливою для ядерного стримування, оскільки інакше цей опонент може спробувати виграти ядерну війну одним масованим першим ударом по ядерних силах противника.

## Теорія
Можливість здійснення другого удару у відповідь є інструментом протидії ядерній загрозі першого удару з боку країни-агрессора і дозволяє підтримувати ядерну стратегію «No first use». Можливості взаємного другого удару зазвичай призводять до оборонної стратегії взаємного гарантованого знищення, хоча одна зі сторін може мати нижчий рівень мінімального стримування.
Здатність до другого удару можна додатково посилити, впровадивши концепцію «Fail-deadly». Ці механізми створюють поріг і гарантують наслідки, якщо цей поріг буде порушено. Наприклад, порогом може бути відсутність нападу на країну-союзницю. У випадку, якщо нація-суперник порушує цей поріг, атакуючи націю-союзницю, набувають чинності заздалегідь визначені наслідки для цієї дії. наслідки можуть включати широкий спектр відповідей, включаючи ядерний удар.

## Впровадження

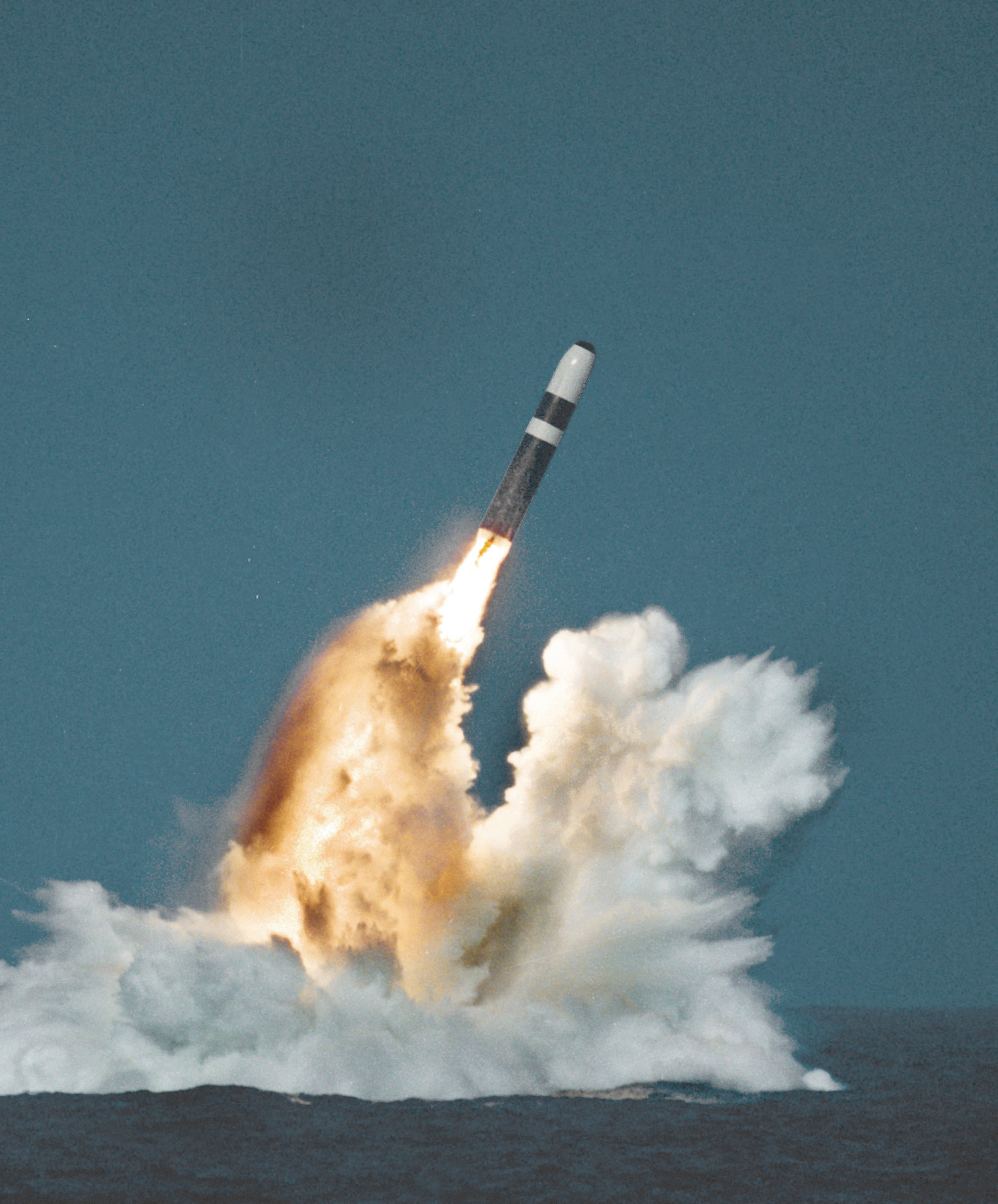
Ракета «Trident II», запущена з підводного човна Королівського флоту класу Vanguard.

Найважливішою метою підтримання можливості другого удару є запобігання нападу, що має за мету виведення ядерного арсеналу країни з ладу з допомогою першого удару. Таким чином країна може здійснити ядерну відплату навіть після отримання ядерної атаки. США та інші країни диверсифікували свої ядерні арсенали за допомогою ядерної тріади, щоб краще забезпечити можливість повторного удару.
Традиційним, хоча і дуже дорогим, способом забезпечення можливості повторного удару є балістичні ракети підводних човнів, але цей спосіб потребує надійного методу ідентифікації нападника. Використання БРПЧ як засобу другого удару має серйозну проблему, оскільки у відповідь на мішенню відплати за запущену з підводного човна МБР може помилково стати не та країна, що її запустила, що може призвести до ескалації конфлікту. Тим не менш, здійснення другого удару має вирішальне значення для стримування першого удару. Ядерні держави ставлять за основну мету переконати своїх опонентів, що перший удар не вартий того, щоб стикатися з другим ударом. Такі країни мають підготовлені відповіді на різні сценарії ядерної атаки і численні різноманітні механізми запуску в багатьох районах країни та підземні пускові установки, спеціально розроблені для протистояння ядерній атаці[джерело?].
Під час холодної війни між Західним і Східним блоком отримала визнання така стратегія ядерної відплати, як «Launch on warning». На додаток до ядерної тріади країни розгортають систему раннього попередження, яка виявляє запуск ядерних ракет. Це дає цій країні право і можливість завдати другого удару у відповідь до того, як перший ядерний удар вразить будь-яку зі своїх цілей. Це ще один метод зміцнення можливостей другого удару та стримування першого удару з боку іншої ядерної держави.
Через низьку точність міжконтинентальних балістичних ракет раннього покоління (і особливо балістичних ракет підводних човнів), другий удар спочатку був можливий лише по дуже великих, незахищених цілях, таких як міста (тобто, мав контрціннісний характер). Ракети пізніших поколінь із значно покращеною точністю зробили можливими контратаки другого удару проти захищених військових об'єктів супротивника.

### Система «Периметр»
Система «Периметр», також відома в країнах НАТО як «Dead Hand» («Мертва рука») — радянський/російський комплекс ядерного стримування, розроблений для автоматичного запуску балістичних ракет у відповідь у разі, якщо радянська/російська система командування і управління буде знищена в результаті несподіваного «удару на обезголовлення», тобто удару по органам військово-політичного керівництва.
Розробку «Периметра» було почато в 1974 році через побоювання СРСР нанесення Сполученими Штатами ядерних ударів з підводних човнів. Він почав діяти в січні 1985 р., пускові шахти СС-17 було встановлено у Виползово (Єдрово) та Костромі, розташованих на відстані приблизно 160 та 300 км на північний захід від Москви відповідно. Система була створена з кількома рівнями резервування на випадок, якщо декілька рівнів комунікацій буде зруйновано під час першого удару. Дозвіл на запуск планується передавати за допомогою радіопередавачів на дециметрових хвилях, схованих глибоко під землею. У грудні 1990 року система включала нові міжконтинентальні балістичні ракети «Тополь-М» і була вдосконалена у 1996 році.
Радянське керівництво було стурбоване тим, що система може викликати випадковий запуск, тому включило в її розробку численні запобіжні заходи, які лишаються у силі й по сьогодні.
1. Першою передумовою для задіяння системи має бути переривання систему зв'язку ядерного командування «Вьюга» (російською «Хуртовина», система зв'язку з російським керівництвом) та захищена система зв'язку Казбек. Одночасна втрата обох систем свідчить про те, що штаб держави був знищений, а політичне керівництво, можливо, загинуло.
2. По-друге, Генеральний штаб має попередньо відповідним чином підвищити рівень тривоги і надати дозвіл на запуск ще до згаданої вище втрати зв'язку. Якщо цього дозволу не було отримано, оператори ракет всередині пускових шахт мають відмінити автоматичний запуск.
3. По-третє, потрібні загальні вхідні дані з різних датчиків, що подаються в центральний сервер. Сюди входять наземні та інфрачервоні датчики, призначені для виявлення вибухів навколо радіолокаційних станцій раннього попередження, командних пунктів та пускових шахт, а також теплові сигнатури ракет з радіолокаційних станцій та дані із супутникової системи раннього попередження «Око». Систему «Периметр» було розроблено таким чином, щоб не розпочати в разі меншого удару з боку союзників США або азійської ядерної держави, враховуючи їхню нездатність вести «тотальну війну». Крім того, при розробці системи було вжито заходів для виключення наслідків землетрусу або стихійного лиха, для чого застосовувалися дані сейсмографічних станцій.

Незважаючи на можливості автоматизованого запуску, російське ядерне командування та управління передбачили можливість віддати ракетам наказ на самознищення в польоті в разі випадкового запуску[джерело?]. Також до системи «Периметр» ніколи не входили підводні човни з балістичними ракетами, оскільки їм притаманне виникнення проблем зі зв'язком.

## Цікаві факти
Ще в 1940 році американський письменник Роберт Гайнлайн у своєму науково-фантастичному оповіданні «Нікчемне рішення» описав гонку ядерних озброєнь між США та Радянським Союзом. В одному з епізодів уряд США обговорює сценарій раптового радянського нападу, під час якого американські міста будуть знищені, але збройні сили США виживуть і розпочнуть контратаку.